# Saint-Mars-d'Outillé
 Saint-Mars-d'Outillé  es una población y comuna francesa, situada en la región de Países del Loira, departamento de Sarthe, en el distrito de Le Mans y cantón de Écommoy.

## Demografía
| 1554 | 1668 | 2025 | 1770 | 1739 | 1834 |
| Para los censos de 1962 a 1999 la población legal corresponde a la población sin duplicidades (Fuente: INSEE [Consultar]) |      |      |      |      |      |